# Stuart Rendel (1er baron Rendel)
Stuart Rendel, 1er baron Rendel (2 juillet 1834 - 4 juin 1913) est un industriel britannique, philanthrope et homme politique libéral. Il est député libéral du Montgomeryshire entre 1880 et 1894 et est reconnu comme le chef des députés gallois. Rendel est également impliqué dans les affaires et est un bienfaiteur de l'University College of Wales à Aberystwyth, et en est le président de 1895 à 1913.

## Jeunesse et éducation
Rendel est né à Plymouth, Devon, fils de l'ingénieur civil James Meadows Rendel (ingénieur) (en) et de sa femme Catherine Jane, fille de WJ Harris,. Il est le frère d'Alexander Meadows Rendel (en) et de l'architecte naval George Wightwick Rendel (en). Il fait ses études au Collège d'Eton et à l'Oriel College, Oxford, obtenant en 1856 un diplôme en études classiques. Il est admis au barreau en 1861 mais il est surtout impliqué dans l'ingénierie, devenant directeur de la succursale londonienne de la compagnie d'artillerie Armstrong.

## Carrière politique
Rendel est député libéral du Montgomeryshire entre 1880 et sa retraite en mars 1894,,. Bien qu'anglais et anglican, il est populaire dans sa circonscription de langue galloise et est surnommé "le député du Pays de Galles" en raison de son soutien vocal aux causes liées au pays de Galles, telles que la création de l'Université du pays de Galles. Ami proche et associé de William Ewart Gladstone, il est reconnu comme le chef des députés gallois. Il soutient également la Séparation de l'Église et de l'État. À sa retraite de la Chambre des communes en 1894, il est élevé à la pairie en tant que baron Rendel, de Hatchlands dans le comté de Surrey. En dehors de sa carrière politique, Rendel est un bienfaiteur de l'University College of Wales à Aberystwyth et en est le président de 1895 à 1913. Il fait don du terrain pour l'établissement de la Bibliothèque nationale du Pays de Galles à Aberystwyth, où plusieurs de ses archives sont déposés.
Lors des Obsèques nationales de Gladstone à l'Abbaye de Westminster, Rendel est porteur avec le prince de Galles (le futur roi Édouard VII) et le duc d'York (le futur roi George V),.

## Famille

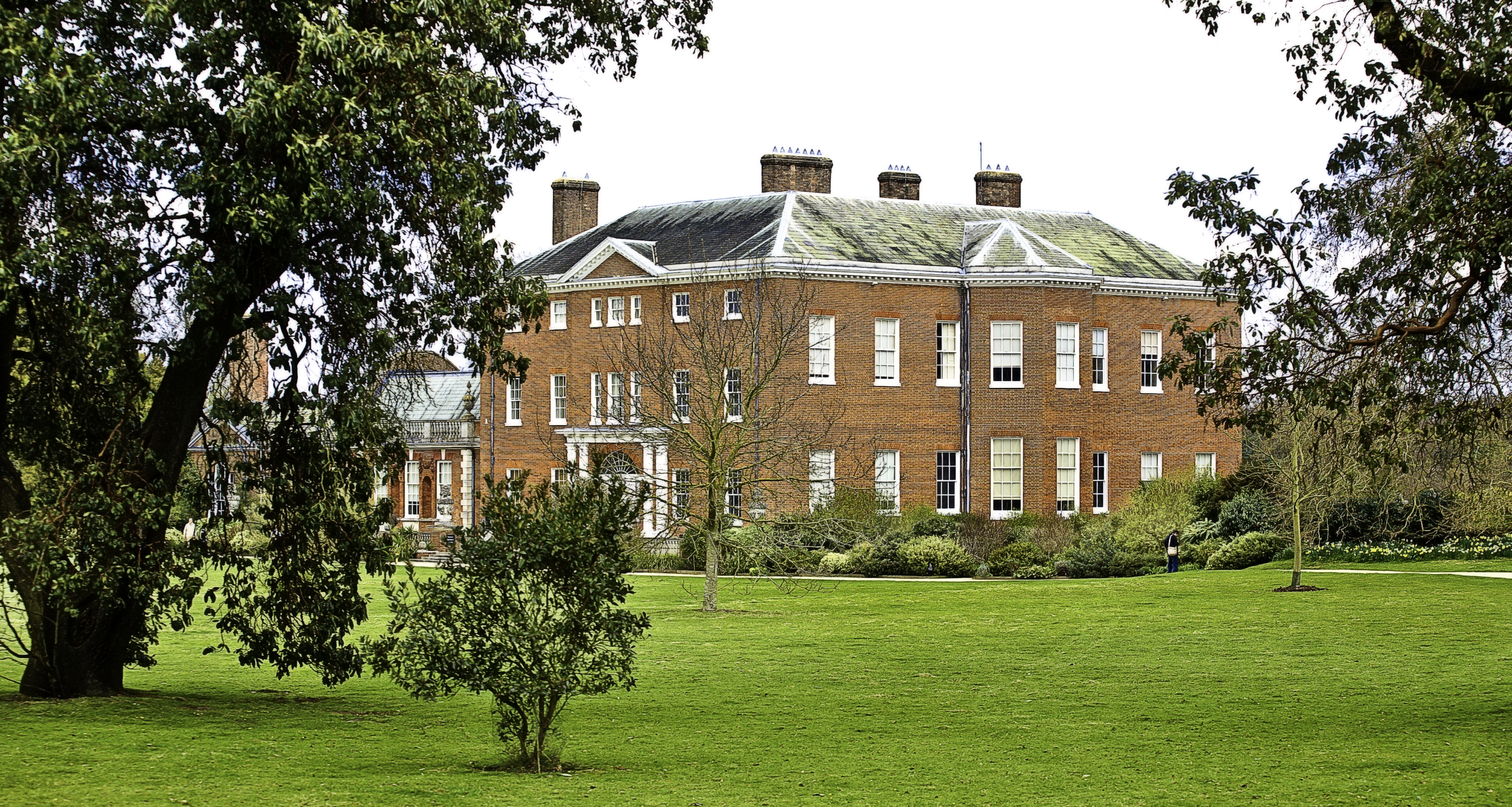
Hatchlands Park, Surrey, le siège de Lord Rendel.

Rendel épouse Ellen Sophy, fille de William Egerton Hubbard, en 1857. Ils ont quatre filles. La deuxième fille, Maud Ernestine Rendel, épouse Henry Gladstone, le troisième fils de son ami proche, William Ewart Gladstone. En 1888, Rendel achète Hatchlands Park dans le Surrey de la famille Sumner. Lady Rendel est décédée en mai 1912, à l'âge de 74 ans. Rendel lui survit un peu plus d'un an et meurt à son domicile londonien, 10 Palace Green, Kensington Palace Gardens, en juin 1913, à l'âge de 78 ans. La pairie s'éteint à sa mort car il n'a pas de fils.
Sa fille aînée, Rose Ellen, épouse Harry Goodhart, un ancien footballeur international devenu professeur de latin à l'université d'Édimbourg. Leur fils unique, Harry Stuart Goodhart-Rendel hérite de Hatchlands et devient un architecte célèbre .